# Cecil Fagan
Cecil Edward Fagan (Dublino, 3 ottobre 1899 – Dublino, 31 marzo 1977) è stato un nuotatore e pallanuotista irlandese.
Ha fatto parte dell'Irlanda, che ha partecipato, ai Giochi di Parigi 1924 e Amsterdam 1928, come pallanuotista.
Ai Giochi del Amsterdam 1928, era stato selezionato per gareggiare nel nuoto, partecipando alla Staffetta 4 × 200 metri stile libero, ma alla fine non vi partecipò.